# Jean Ces
Jean Ces   (Besiers, 5 de setembre de 1906 - Besiers, 25 de desembre de 1969) va ser un boxejador francès que va competir durant la dècada de 1920.
El 1924 va prendre part en els Jocs Olímpics de París, on guanyà la medalla de bronze de la categoria del pes gall, en perdre en semifinals contra Salvatore Tripoli i guanyar el combat per la medalla de bronze a Oscar Andrén.